# Fausta mimetes
Fausta mimetes là một loài ruồi trong họ Tachinidae.